# Дейна Феърбанкс
Дейна Феърбанкс (ролята се изпълнява от Ерин Дайниелс) е фикционална героиня от ТВ-сериала еЛ връзки, един от централните персонажи в първите 3 серии. Дейна е известна тенисистка, но все пак не сред топ тенисистките, и в началото страда от опасения, че ако по някакъв начин разкрие това че е лесбийка, бъде видяна с приятелките ѝ лесбийки и т.н. това би навредило на кариерата ѝ. Опасенията ѝ са допълнително подплатени от настояванията на нейния мениджър да стои in the closet и да се представя за хетеросексуална, както и че има връзка с нейния партньор на двойки. Дейна има връзка с Лара Пъркинс, която обаче е силно усложнена от желанието на Лара да се чувства свободно навсякъде и да се държи естествено, докато Дейна непрекъснато я моли да говори на по-нисък глас и също така настоява да не бъдат виждани заедно като двойка. Те се разделят по тази причина за известно време, през което компанията за коли Субару предлага на Дейна реклама с надслов come out, stay out, което е вид каминг аут мото, при което мениджърът ѝ се възпротивява на надслова на рекламната кампания, но тя настоява да остане, защото ѝ харесва, по този начин Дейна решава официално да признае своята ориентация. Така освен тенис знаменитост, Дейна се превръща и в гей икона, и се обвързва с Тоня, с която се запознава на ЛГБТ събитие, на което Тоня е сред организаторите. По-късно Дейна се разделя с Тоня и има връзка с Алис Пиезеки, а за кратко време има отново връзка с Лара Пъркинс.